# Dolastatin 10
Dolastatin 10 é um composto natural primeiramente encontrado em Dolabella auricularia, um molusco marinho do Oceano Índico. É um dímero de peptídeo linear que demonstra notável atividade anticancerígena, inibindo o crescimento de células cancerosas. Devido a esse potencial, o Dolastatin 10 tem sido objeto de interesse na pesquisa farmacêutica como um possível agente antitumoral.

## Origem
Esse composto foi isolado primeiramente na espécie Dolabella auricularia em quantidades muito pequenas. Posteriormente, foi isolado nas espécies de cianobactérias do gênero Symploca, indicando que sua presença no molusco fosse proveniente da alimentação, sendo as cianobactérias responsáveis pela síntese. 

## Atividade biológica
Possui potente atividade antitumoral, com atividade promissora contra linfoma, câncer de pulmão, carcinomas, câncer de próstata, entre outros . A atividade citotóxica associada a Dolastatin 10 ocorre devido interações com β-tubulina, regulação da expressão de Bcl-2, c-myc e p53 (inibição ou diminuição da expressão de Bcl-2 e superexpressão de c-myc e p53) e causando perda de repetições teloméricas que posteriormente induzirão aberrações cromossômicas. Atualmente, alguns fármacos anticancerígenos derivados de dolastatin 10 já foram aprovados pelo FDA, como Brentuximab vedotin, Polatuzumab vedotin, Enfortumab vendotin, Tisotumab vedotin, Disitamab vedotin e Belantamab mafodotin-blmf . 

## Biossíntese
Dolastatin 10 é um pentapeptídeo, formado pelos 4 resíduos de aminoácidos (S)-dolavaline, (S)-valine, (3R,4S,5S)-dolaisoleuine, e (2R,3R,4S)-dolaproine, e pela (S)-dolaphenine, que apesar de não ser resíduo de aminoácido, provavelmente é derivada da fenilalanina. Por se tratar de um peptídeo, sua biossíntese é proveniente da via da peptídeo não ribossomal sintetase (NRPS, sigla do inglês nonribosomal peptide-synthetase) e algumas estruturas derivadas de policetídeo sintase (PKS, sigla do inglês polyketide synthases). 
1. 1 2 3 4  Gao, Gang; Wang, Yanbing; Hua, Huiming; Li, Dahong; Tang, Chunlan (julho de 2021). «Marine Antitumor Peptide Dolastatin 10: Biological Activity, Structural Modification and Synthetic Chemistry». Marine Drugs (em inglês) (7). 363 páginas. ISSN 1660-3397. PMC 8303260. PMID 34202685. doi:10.3390/md19070363. Consultado em 31 de outubro de 2023
2. ↑  Gao, Gang; Wang, Yanbing; Hua, Huiming; Li, Dahong; Tang, Chunlan (julho de 2021). «Marine Antitumor Peptide Dolastatin 10: Biological Activity, Structural Modification and Synthetic Chemistry». Marine Drugs (em inglês) (7). 363 páginas. ISSN 1660-3397. PMC 8303260. PMID 34202685. doi:10.3390/md19070363. Consultado em 20 de outubro de 2023
3. ↑  Pettit, George R.; Kamano, Yoshiaki; Herald, Cherry L.; Tuinman, Albert A.; Boettner, Fred E.; Kizu, Haruhisa; Schmidt, Jean M.; Baczynskyj, Lubomir; Tomer, Kenneth B. (outubro de 1987). «The isolation and structure of a remarkable marine animal antineoplastic constituent: dolastatin 10». Journal of the American Chemical Society (em inglês) (22): 6883–6885. ISSN 0002-7863. doi:10.1021/ja00256a070. Consultado em 31 de outubro de 2023
4. ↑  Luesch, Hendrik; Moore, Richard E.; Paul, Valerie J.; Mooberry, Susan L.; Corbett, Thomas H. (1 de julho de 2001). «Isolation of Dolastatin 10 from the Marine Cyanobacterium Symploca Species VP642 and Total Stereochemistry and Biological Evaluation of Its Analogue Symplostatin 1». Journal of Natural Products (em inglês) (7): 907–910. ISSN 0163-3864. doi:10.1021/np010049y. Consultado em 31 de outubro de 2023
5. 1 2  «Oceans and Human Health - 2nd Edition». shop.elsevier.com. Consultado em 31 de outubro de 2023